# Kleptoplastie

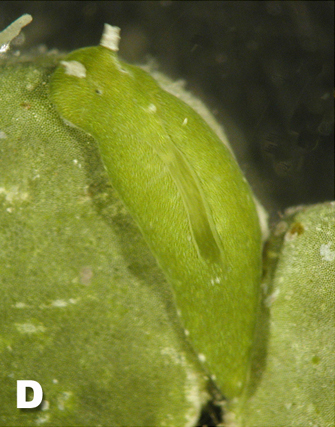
Elysia pusilla eet het groenwier Halimeda en neemt chloroplasten op in het lichaam.

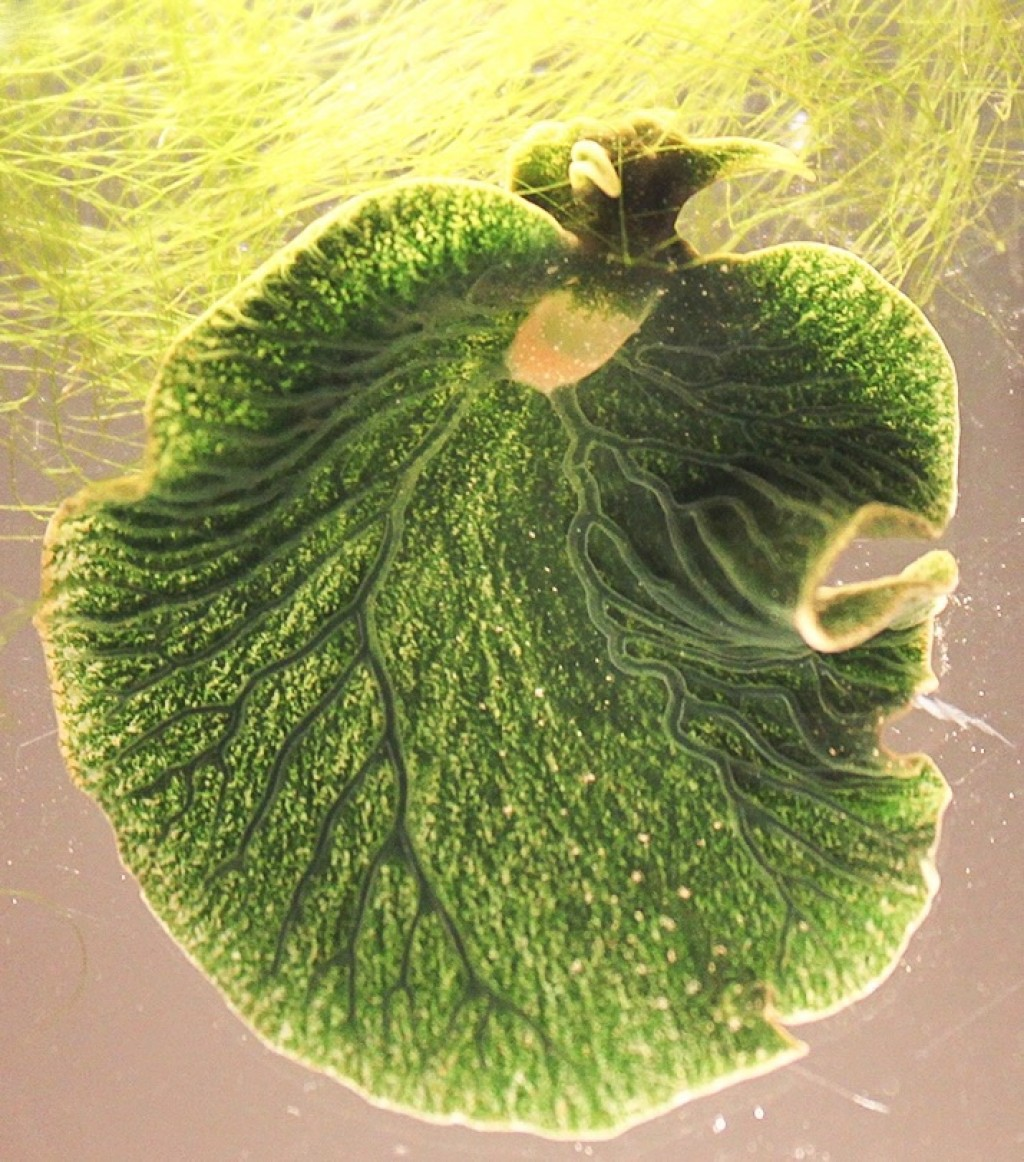
Elysia chlorotica

Kleptoplastie of kleptoplastidie is een endosymbiotisch verschijnsel waarbij een gastheer-organisme of predator een of meer plastiden van een ander organisme (de prooi-cel) in zich opneemt.

## Voorbeelden
Voorbeelden van kleptoplastie zijn te vinden in zeer verschillende groepen.
De ciliaat Myrionecta rubra Jankowski (synoniemen: Mesodinum rubrum Lohmann, Cyclotrichium meunieri Powers) is een organisme dat bekend is door zijn rode algenbloei. De complexe plastiden, door kleptoplastie afkomstig van een prooi Geminigera cryophila (behoort tot de Cryptophyta), bevatten naast de (klepto-)plastide ook nog cytoplasma en mitochondriën. De celkern bevindt zich echter in het cytoplasma van de gastheer en lijkt daar de activiteit van het plastide-complex te reguleren. De celkern behoudt zijn functionaliteit tot ongeveer 30 dagen, maar gaat sneller te gronde dan de plastiden. Als alle kernen te gronde zijn gegaan, kunnen de kleptoplastiden zich niet meer delen. M. rubra dankt zijn overleven aan het herhaaldelijk stelen van kernen van zijn prooi.
De groene zeeslakken uit de familie wierslakken (zoals Elysia chlorotica en E. pusilla) halen in hun eerste levensfase de chloroplasten uit groenwieren (Vaucheria spec., respectievelijk Halimeda spec.) door deze te eten. De slakken gebruiken de chloroplasten voor fotosynthese. De chloroplasten blijven in leven in de slak en worden ook aan de jonge zeeslakken doorgegeven.
Karyokleptie is het proces waarbij ook de celkern van de prooi-cel door de predator wordt opgenomen.